# ガンバスカ
ガンバスカ（伊: Gambasca）は、イタリア共和国ピエモンテ州クーネオ県にある、人口約300人の基礎自治体（コムーネ）。

## 地理

### 位置・広がり

#### 隣接コムーネ
隣接するコムーネは以下の通り。
- ブロッサスコ
- マルティニアーナ・ポー
- レヴェッロ
- リフレッド
- サンフロント

#### 地震分類
イタリアの地震リスク階級 (it) では、3s 
に分類される。

## 行政

### 分離集落
ガンバスカには、以下の分離集落（フラツィオーネ）がある。
- Carpenetti, Barra, Para, Comba Nari